# Qiandong (köpinghuvudort i Kina, Shaanxi, lat 34,52, long 108,64)
Qiandong (kinesiska: 阡东, 阡东镇) är en köpinghuvudort i Kina. Den ligger i provinsen Shaanxi, i den nordvästra delen av landet, omkring 37 kilometer nordväst om provinshuvudstaden Xi'an. Antalet invånare är 30 862. Befolkningen består av 14 981 kvinnor och 15 881 män. Barn under 15 år utgör 14,0 %, vuxna 15-64 år 76 %, och äldre över 65 år 9,0 %.
Runt Qiandong är det mycket tätbefolkat, med 1 956 invånare per kvadratkilometer. Närmaste större samhälle är Jinggan, 18,0 km öster om Qiandong. Trakten runt Qiandong består till största delen av jordbruksmark.
Genomsnittlig årsnederbörd är 669 millimeter. Den regnigaste månaden är september, med i genomsnitt 149 mm nederbörd, och den torraste är december, med 1 mm nederbörd.